# Ludwig Heilmann
Pour les articles homonymes, voir Heilmann.
Ludwig Heilmann, né le 9 août 1903 à Wurtzbourg et mort le 26 octobre 1959 à Kempten, est un parachutiste et Generalmajor allemand au sein de la Luftwaffe dans la Wehrmacht pendant la Seconde Guerre mondiale.

## Biographie
Ludwig Heilmann entre dans la Reichswehr au début de l'année 1921. En 1933, après avoir servi douze ans, Ludwig Heilmann  quitte le service militaire, mais après avoir pris un certain nombre de cours, il est réactivé le 1er juillet 1934 comme Oberleutnant et commandant de la 5e compagnie du 20e régiment d'Infanterie. Pendant la bataille de France, il reçoit la croix de fer de première classe avec le III Bataillon du 91e régiment d'infanterie.
Heilmann rejoint les Fallschirmjäger (parachutistes) le 18 juin 1940. Après diverses formations et affectations, le Major Heilmann devenu commandant du III Bataillon du 1er régiment de parachutistes. Son bataillon est lâché au-dessus de la Crète le 20 mai 1941 en tant qu'élément de la première vague. Le bataillon d'Heilmann joue un rôle important dans la réussite allemande sur l'île.
À la fin de l'automne 1941, Ludwig Heilmann et son bataillon sont envoyés en Russie, où ils combattent dans l'infanterie. Parmi les actions de l'unité est la défense de la tête de pont de Vyborgskaïa. Ludwig Heilmann est promu Oberstleutnant  le 20 avril 1942. Le 20 août 1943, il devient commandant du IV bataillon du 3e régiment de parachutistes et le 15 novembre, commandant du régiment.
Après le débarquement allié en Sicile, Ludwig Heilmann et son régiment sont parachutés dans la plaine de Catane pour renforcer le "Kampfgruppe Schmalz" de la Fallschirm-Panzer-Division 1 "Hermann Göring". Son bataillon combat près de Francofonte et Centuripe à proximité de Regalbuto, Bronte et Maletto. Le 1er décembre 1943, Ludwig Heilmann est promu au grade d'Oberst.
Sur le continent italien, le régiment d'Heilmann combat près d'Ortona, où le 15 décembre, il se heurte à un rassemblement  de forces ennemies. Son I et II bataillon, dirigée par le Major Rudolf Böhmler et le Hauptmann Gotthart Liebscher, prennent Villa Grande. Ortona est pris le 28 décembre.
Le régiment d'Heilmann prend également part à la bataille de Monte Cassino. La troisième bataille de Cassino le voit dans  la bataille pour la défense du monastère de montagne.
Le 17 novembre 1944, Ludwig Heilmann devient commandant de la 5. Fallschirmjäger-Division (5e division de parachutistes), qui ensuite combat dans les Ardennes. Il se trouve dans la zone de bataille Sud, où la 5e division est affectée pour la défense du flanc des attaques de la 3e armée américaine. Ludwig Heilmann est capturé par les Américains juste avant la fin de la guerre et est libéré en 1947.

## Décorations
- Insigne des blessés (1939)
  - en noir
- Médaille de service de la Wehrmacht 4e et 3e Classe (2 October 1936)[1]
- Insigne des parachutistes
- Insigne de combat terrestre de la Luftwaffe
- Croix de fer (1939)
  - 2e classe (2 octobre 1939)[1]
  - 1re classe (14 juin 1941)[1]
- Bande de bras Kreta (20 mai 1943)[1]
- Croix allemande en or le 26 février 1942 en tant que Major dans le III./Fallschirmjäger-Regiment 3[2]
- Croix de chevalier de la croix de fer avec feuilles de chêne et glaives
  - Croix de chevalier le 14 juin 1941 en tant que Major et commandant de la III./Fallschirmjäger-Regiment 3[3]
  - 412e feuilles de chêne le 2 mars 1944 en tant que Oberst et commandant du Fallschirmjäger-Regiment 3[4][Notes 1]
  - 67e glaives le 15 mai 1944 en tant que Oberst et commandant du Fallschirmjäger-Regiment 3[5],[Notes 1]